# Chang Jung-koo
Chang Jung-koo (* 4. Februar 1963 in Busan, Südkorea) ist ein ehemaliger südkoreanischer Boxer im Halbfliegengewicht. 

## Profikarriere
Im Jahre 1980 begann er erfolgreich seine Profikarriere. Am 26. März 1983 boxte er gegen Hilario Zapata um den Weltmeistertitel des Verbandes WBC und siegte durch K. o. Diesen Gürtel verlor er in seiner 16. Titelverteidigung im Dezember 1989 an Humberto González.
Im Jahre 1991 beendete er seine Karriere.
Im Jahre 2010 wurde Chang Jung-koo in die International Boxing Hall of Fame aufgenommen.